# 李连庆
李连庆（1925年—），江苏涟水人，中华人民共和国政治人物、外交官。
1984年，接替申健担任中华人民共和国驻印度大使。1987年，由屠国维接任。